# Terry Sawchuk Trophy
Die Terry Sawchuk Trophy war eine Eishockeytrophäe, die von der Central Hockey League (CHL) zwischen 1977 und 1984 jährlich an den Torwart bzw. das Torhütergespann verliehen wurde, deren Mannschaft im Verlauf der regulären Saison die beste Defensive stellte. In der Regel wurden der/die Torhüter der Mannschaft mit dem geringsten Wert an Gegentoren ausgezeichnet.
Die Auszeichnung, die zur Saison 1976/77 eingeführt wurde, wurde nach Terry Sawchuk benannt, der in der Mitte der 1970er-Jahre als einer der besten Torhüter überhaupt galt und neben vier Stanley-Cup-Siegen ebenso oft die Vezina Trophy gewonnen hatte.

## Gewinner
| Jahr    | Spieler                      | Team                    |
| ------- | ---------------------------- | ----------------------- |
| 1983/84 | John Vanbiesbrouck Ron Scott | Tulsa Oilers            |
| 1982/83 | Kelly Hrudey Rob Holland     | Indianapolis Checkers   |
| 1981/82 | Kelly Hrudey Rob Holland     | Indianapolis Checkers   |
| 1980/81 | Ken Ellacott Paul Harrison   | Dallas Black Hawks      |
| 1979/80 | Richard Brodeur Jim Park     | Indianapolis Checkers   |
| 1978/79 | Terry Richardson Doug Grant  | Salt Lake Golden Eagles |
| 1977/78 | Doug Grant Ed Staniowski     | Salt Lake Golden Eagles |
| 1976/77 | Yves Bélanger                | Kansas City Blues       |
| 1976/77 | Gord McRae                   | Dallas Black Hawks      |